# Guilde du livre Gutenberg
La guilde du livre Gutenberg est une communauté autour du livre, basée à Francfort. Issue du milieu syndical, elle est actuellement une coopérative d’édition. La guilde du livre Gutenberg a une grande expérience du livre et de l’artisanat lié au livre. Ses livres illustrés lui ont permis d’acquérir une grande réputation dans le monde de l’édition. Elle a reçu de nombreux prix et distinctions pour la conception de ses livres.

## Histoire
La guilde du livre Gutenber est fondée le 29 août 1924 par l’association syndicale des typographes allemands à l’initiative de son président, Bruno Dressler, à Leipzig. Le co-fondateur, directeur spirituel et auteur était Ernst Preczang, qui est également devenu le premier rédacteur en chef. Dans la tradition du mouvement ouvrier allemand, elle voulait donner aux pauvres l’accès à l’éducation et à la culture par des livres bon marché. En tant qu’institution culturelle des travailleurs, la guilde du livre a inclus dans son programme des textes socialement engagés d’auteurs modernes tels que B. Traven, Oskar Maria Graf, Martin Andersen Nexö, Jack London et Mark Twain.
Six mois après sa création, la guilde des livres comptait environ 5000 membres. Dès 1925, la guilde publie un magazine mensuel des membres. En 1928, elle déménage à Berlin, le lectorat est repris par Erich Knauf. En 1931, 27 bureaux sont créés en Allemagne, avec des filiales à Prague, Vienne et Zurich. En 1933, elle avait publié 174 titres à 2,5 millions d’exemplaires et le cofondateur de la guilde autrichienne des livres était Josef Luitpold Stern. En 1933, la guilde des libraires comptait 85000 membres en Allemagne. Après la prise du pouvoir par les nazis, les bureaux de Berlin sont occupés par les SA, les employés présents étant contraints au salut hitlérien. La plupart des employés sont licenciés, le fondateur Bruno Dressler est arrêté, la guilde du livre est mise au pas et intégrée au Deutsche Arbeitsfront pendant la dictature nazie. De nombreuses publications de la guilde ont été mises à l’index. Parmi elles, des œuvres d’auteurs socialistes et de littérature ouvrière, jusqu’aux œuvres d’Upton Sinclair, John Dos Passos, Romain Rolland, mais aussi B. Traven et Jack London - deux auteurs dont l’histoire éditoriale allemande est étroitement liée à la guilde du livre.
Le 15 mai 1933, la guilde Gutenberg se refonde à Zurich et continue son travail sous la direction de Bruno Dressler (jusqu’en 1946), en collaboration avec Vienne et Prague. La guilde suisse du livre comptait 110000 membres à la fin de la guerre.
Après 1945, le fils du fondateur, Helmut Dreßler, redonne vie à la guilde des livres en Allemagne. Un nouveau chapitre de son histoire (page 5 d’un volume de récits d’Arnold Zweig) est le premier publié par la guilde du livre en 1949. Les premiers auteurs imprimés sont Erich Kästner, Stefan Zweig et Golo Mann. Jusqu’à sa mort en décembre 1974, Helmut Dressler s’est engagé pour des livres illustrés et bien faits. Parmi les typographes figurait par exemple Karl Franke, qui s’occupait de la conception générale des éditions de Jack London. Pendant environ 30 ans (1959-1989), Juergen Seuss a travaillé comme concepteur de livres pour la maison d’édition, notamment pour une série de livres très réussis et primés, dont Beat in Liverpool (1965, prix du livre le plus beau), qui a pour la première fois transmis la jeune culture beat de manière publicisée en Allemagne.
La tradition de la création typographique et du design se poursuit jusqu’à nos jours. Avec les deux éditions Das Gewissen steht auf (1955) et Das Gewissen entscheidet (1959), la maison d’édition a érigé un mémorial permanent aux victimes et aux opposants de la dictature en publiant 64 portraits de la résistance allemande 1933-1945.
Pendant de longues années, la guilde des livres appartenait au syndicat BGAG, mais elle a été dissoute en 1998 et vendue à cinq anciens employés sous la direction du directeur général de l’époque, Mario Früh. Depuis 2015, elle est une coopérative. Aujourd’hui, de nombreuses librairies partenaires des guildes se trouvent encore dans des maisons syndicales, par exemple à Hambourg et à Hanovre.

## Méthode de travail
Après 1945, la guilde des libraires s’est appuyée sur un système de personnes de confiance qui faisaient la promotion de la communauté du livre dans les entreprises et les quartiers résidentiels, collectaient l’argent et distribuaient les livres. En 1962, à Hambourg, 25 000 membres étaient suivis par 1200 personnes de confiance. En 2020, la guilde des livres comptait environ 60 000 membres en Allemagne et 2 300 en Suisse, dont la majorité s’est engagée à acheter un article par trimestre. Les membres commandent en ligne, par téléphone, par écrit ou dans l’une des quelque 90 librairies partenaires en Allemagne, en Autriche et en Suisse. Le programme de la guilde des livres s’étend aux éditions sous licence de livres, de DVD, d’audiolivres, de CD-Musique et d’articles non publiés, dont certaines sont de qualité supérieure. 

## Promotion des jeunes talents
Le prix du créateur de la guilde du livre Gutenberg est décerné tous les deux ans depuis 2000. L’idée principale du concours est de promouvoir les jeunes talents dans le domaine de la conception et de l’illustration. Il s’agit de l’illustration/de la mise en page d’un texte littéraire. Le gagnant du concours reçoit un contrat avec la Gutenberg Büchergilde pour l’illustration complète de l’œuvre. Les lauréats précédents sont notamment Katrin Stangl (Fahrenheit 451 de Ray Bradbury, 2001), Martin Stark (Professeur Unrat d’Heinrich Mann, 2014), Laura Olschok (Tschick de Wolfgang Herrndorf, 2016) et Shiwen Sven Wang (L'Écume des jours de Boris Vian, 2022). Depuis 2017, la guilde des livres a également collaboré à plusieurs reprises avec des étudiants en design de communication à l’université de Mayence. Les jeunes concepteurs élaborent des concepts pour la conception de livres qui vont au-delà de l’illustration. L’un des projets est choisi et mis en œuvre par la guilde du livre.

## Récompenses
En 1992, la guilde a reçu le prix Gutenberg de la ville de Leipzig.